# Cud Arndta Buschmanna
Cud Arndta Buschmanna – mirakl niemieckiego rolnika Arndta Buschmanna. Spisany po niemiecku, prawdopodobnie około roku 1450. Rękopis z XV wieku zawierający autobiograficzną relację z odwiedzin ducha Henryka Bushmanna między 11 listopada 1437 a Wniebowstąpieniem 1438 roku

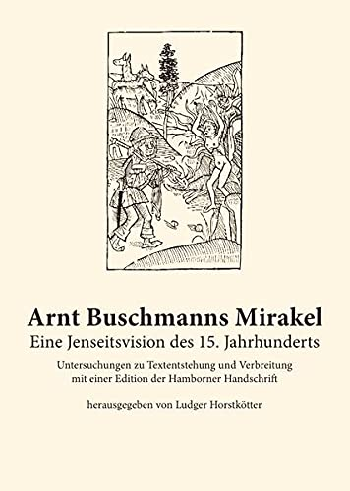
Cud Arndta Buschmanna

## Autor miraklu
Autorstwo tego dokumentu przypisuje się nadreńskiemu rolnikowi Arndtowi Buschmannowi, który podobno napisał go po nauce pisania w zakonie premonstratensów. Jest wielce prawdopodobne, że drugim autorem jest anonimowy duchowny, ze względu na użytą narrację trzecioosobową, brak wcześniejszego wykształcenia Arndta oraz użyte pytania, zaczerpnięte z relacji widzenia Jana Gobi, a Witem z Corvo. Łacińska wersja cudu została opracowana w podobnym czasie przez dominikanina Jana z Essen w 1444 roku.

## Zawartość
25-letniemu parobkowi Arndtowi, żyjącemu koło Meiderich, ukazuje się zmarły dziadek Henryk Buschmann pod postacią dużego psa na farmie swojego krewnego. Początkowo poszukuje sposobu na uwolnienie jego duszy z czyśćca poprzez wyznanie grzechów popełnionych za życia. Po następnym widzeniu, zaklęcie ducha Henryka w dzień św. Benedyktyna (5 grudnia), przemienia go w wysokiego, starego mężczyznę. By ulżyć przodkowi Arndt wyrusza do Kolonii gdzie zamierza zamówić trzydzieści mszy za jego zbawienie. Podczas swojej podróży napotyka na posłańca bożego w białym, kapłańskim ubraniu w okolicach Düsseldorfu, który pomaga mu odnaleźć skradzione pieniądze (przywłaszczone przez dzieci Henryka po śmierci jego syna Bernta Buschmanna) potrzebne na opłacenie mszy oraz poleca polanie dziadka wodą święconą z kościoła Meidericha, zdolną uwolnić go od szatana. Woda zmywa urok, dzięki czemu zmarły wyznaje swój największy grzech – chciwość. Do czasu odrobienia wszystkich mszy, jałmużn i pielgrzymek Arndt dowiaduje się o losie wielu zmarłych oraz życiu pośmiertnym. Stan Henryka stopniowo poprawia się, przed ostatecznym zniknięciem dostępuje okazji stanięcia przed obliczem Pana i nakazuje wnukowi rozpowszechnianie swoich czternastu objawień.